# Charles Antoine Morand
Pour les articles homonymes, voir Morand.
Charles Antoine Louis Alexis Morand, né le 4 juin 1771 à Pontarlier et mort le 2 septembre 1835 à Paris, est un général français de la Révolution et de l'Empire. Lieutenant-général, comte et pair de France, il a également été aide de camp de Napoléon Ier et colonel général des chasseurs à pied de la Garde impériale.
Ce général a été de toutes les campagnes de l'Empire.

## Biographie

### Famille
Son père Alexis François Morand (1746-1829) est avocat et conseiller à la cour de Besançon. Il a une sœur, Charlotte (1790-1879), mariée à Prosper Émonin, maître de forges.
Il se marie en 1808 à Varsovie avec Émilie Parys (1792-1868) dont il a 12 enfants, parmi lesquels :
- Napoléon dit le comte Morand (1811-1852) ;
- Louis Charles Alphonse, comte Morand (1813-1905) ;
- Louis Charles Auguste, vicomte Morand (1826-1870), général de brigade et aide de camp de Napoléon III, blessé mortellement à la bataille de Beaumont ;
- Paul Louis Marie (1828-1897)
- Léonis Morand

### Guerres de la Révolution
Morand entre tout jeune dans la carrière du barreau. En 1791, juste après avoir décroché son diplôme en droit, il s'enrôle dans le 2e bataillon du district de Pontarlier. Capitaine en août 1792 puis lieutenant-colonel de son bataillon en septembre, il se distingue à l’armée du Rhin et à l’armée du Nord. Il est nommé commandant du 7e bataillon de volontaires du Doubs et prend une part importante au siège du Quesnoy, au blocus de Maubeuge, à la bataille de Wattignies et à celle de Hondschoote. Incorporé avec son bataillon dans la 88e demi-brigade, Morand fait les campagnes de l'an III et de l'an IV aux armées du Rhin et de Sambre-et-Meuse, et ensuite en Italie et en Orient.
Blessé en 1794, il retourne un temps à la vie civile. Il est envoyé ensuite en Italie de 1797 à 1798, puis participe à la campagne d'Égypte avec la division Desaix. Il est présent aux Pyramides le 21 juillet 1798 et est nommé chef de brigade provisoire sur le champ de bataille par Napoléon Bonaparte.

### Général du Consulat et de l'Empire

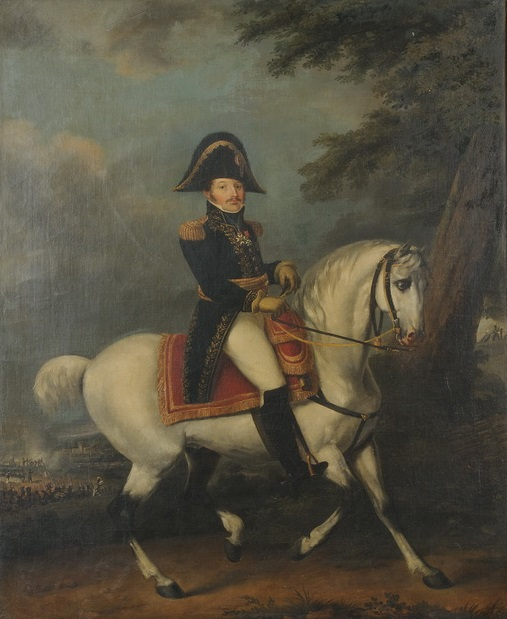
Portrait équestre du général Morand.

Le 21 fructidor an VII, Morand est nommé adjudant-général et investi par Kléber du commandement de la province de Djerjeh. Le 6 septembre 1800, il est promu au grade de général de brigade et à son retour en France, commande le département du Morbihan. Il reçoit par ailleurs en l'an XI le commandement d'une brigade d'infanterie à l'armée des côtes de l'Océan dans le corps du maréchal Soult. Lors de la campagne de 1805, au cours de la bataille d'Austerlitz, la brigade Morand participe à l'assaut du plateau de Pratzen. Il est promu général de division le 24 décembre 1805.
Lors de la campagne de 1806, le général Morand commande la 1re division du 3e corps d'armée du maréchal Davout. Il participe aux batailles d'Auerstaedt le 14 octobre 1806, de Golymin le 26 décembre 1806 et d'Eylau le 8 février 1807. Il reste sous le commandement de Davout pour la campagne de 1809 et participe aux batailles d'Abensberg, d'Eckmühl, de Ratisbonne et de Wagram les 5 et 6 juillet 1809.
Il est nommé gouverneur de Hambourg le 13 juillet 1810 et le demeure jusqu'au 3 mars 1812, date à laquelle il participe à la campagne de Russie et se bat à Smolensk et à la Moskova. Il y est blessé à la mâchoire. Morand est le premier homme à passer la Bérézina. Lors du passage de cette rivière, il fait traverser les débris de sa division, musique en tête. Adjoint du général Bertrand à la 1re division du IVe corps pour la campagne d'Allemagne de 1813, il participe aux batailles de Lützen et de Bautzen. Sa conduite à Dennewitz permet d'éviter l'écrasement du corps de Ney.
Morand se signale de nouveau à Wartenburg, à Lindenau et à Leipzig. Son rôle est important lors de la bataille de Hanau les 30 et 31 octobre 1813. Nommé gouverneur de Mayence, il défend la place avec vigueur et ne la remet que le 4 mai 1814. Rallié à Napoléon durant les Cent-Jours, il est fait pair de France et commande une partie de la Vieille Garde au cours de la bataille de Waterloo le 18 juin 1815, pendant laquelle il reprend aux Prussiens le village de Plancenoit.

### Après Waterloo (1815)
Condamné à mort par contumace, Morand s'exile en Pologne, patrie de sa femme où toute sa famille le suit. Le 20 août 1816, il arrive à l'improviste à Strasbourg, se constitue prisonnier, paraît devant le conseil de guerre et est acquitté avant d'être réintégré dans l'armée avec son grade. Il reste alors dans la retraite jusqu'au mois d'août 1830, année où il reçoit le grand cordon de la Légion d'honneur qui lui a déjà été accordé en 1815 par l'Empereur et le commandement de la division militaire de Besançon. Nommé pair de France une deuxième fois le 11 octobre 1832, il meurt à Paris le 2 septembre 1835 et est d'abord inhumé au cimetière du Père-Lachaise (39e division) puis sa dépouille revient dans le Doubs (25) à Montbenoît en face de l'abbaye de cette même commune en 1885. Il repose dans le caveau familial aux côtés de son épouse Emilie Parys.

## Hommages

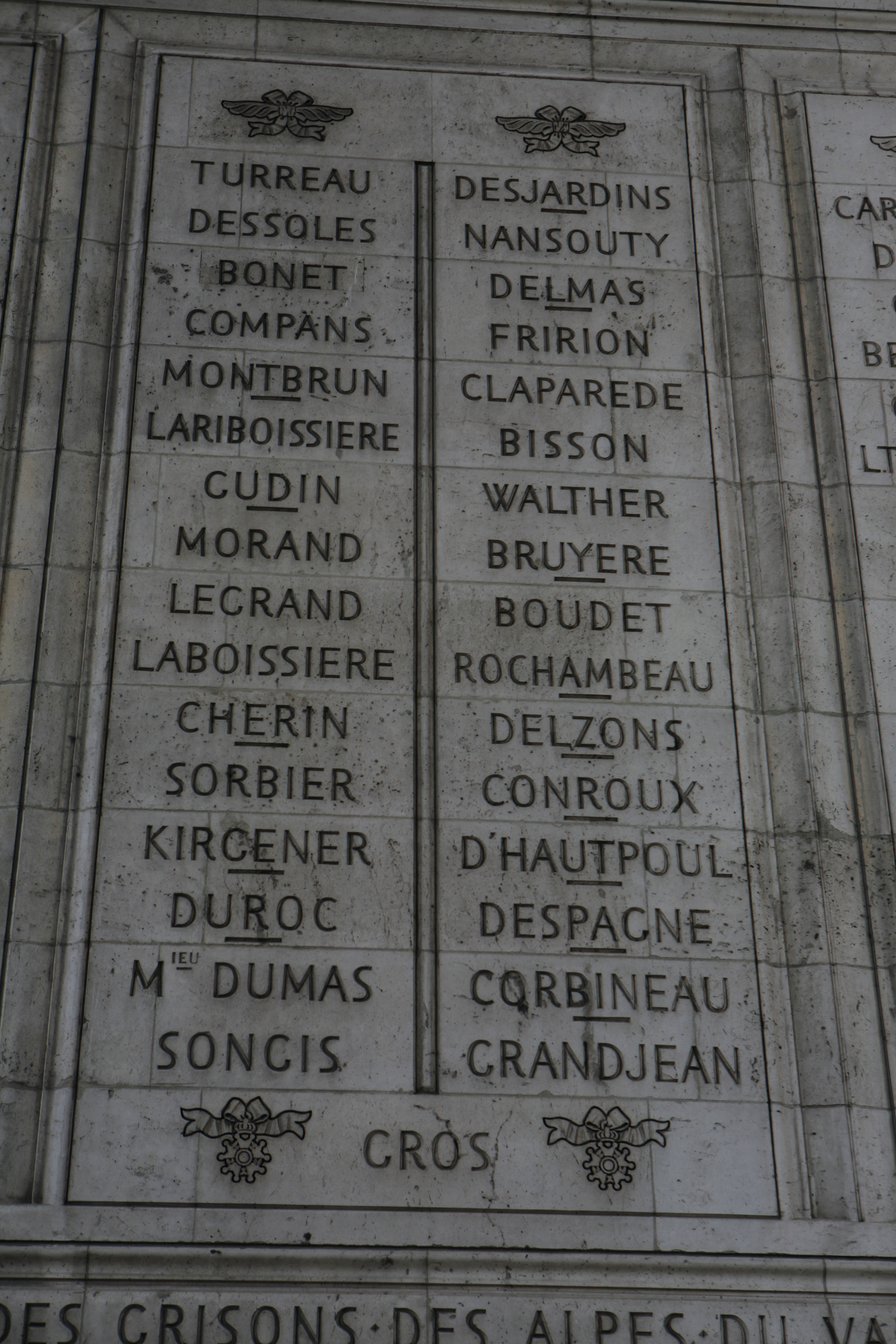
Noms gravés sous l'arc de triomphe de l'Étoile : pilier Est, 15e et 16e colonnes.

- Son patronyme figure sur le pilier est de l'Arc de Triomphe, 15e colonne ;
- Le fort Bregille appartenant à la place fortifiée de Besançon porte son nom ;
- Une rue porte son nom dans Le 11e arrondissement de Paris ainsi que dans les villes de Besançon et Pontarlier.
- En 1863, à la demande de la ville de Besançon, son portrait en pied a été réalisé par Félix Giacomotti.
- Mausolée près de l'abbaye de Montbenoît.

## Publications
- Charles Antoine Morand, Lettres sur l’Expédition d’Égypte : de l’Italie à la prise du Caire, Paris, Éd. La Vouivre, coll. « Du Directoire à l’Empire », 1998, VI-128 p., in-8° (ISBN 2-912431-03-4). — Éd. par Jean-Louis Morand. Contient aussi, du même aut. : Carnet de route de chef de brigade : de Rome à Assouan, 1798-1799.
- Charles Antoine Morand, Un gouverneur militaire en Haute-Égypte : Morand à Girgeh en 1799, Paris, Éd. La Vouivre, coll. « Du Directoire à l’Empire », 2005, XII-200 p., in-8° (ISBN 2-912431-23-9). — Éd. par Jean-Louis Morand d’après les archives personnelles de l’aut.

## Sources
- « Charles Antoine Morand », dans Charles Mullié, Biographie des célébrités militaires des armées de terre et de mer de 1789 à 1850, 1852 [détail de l’édition] ;
- « Charles Antoine Morand », dans Adolphe Robert et Gaston Cougny, Dictionnaire des parlementaires français, Edgar Bourloton, 1889-1891 [détail de l’édition] ;
- Archives nationales (CARAN) – Service Historique de l’Armée de Terre – Fort de Vincennes – Dossier S.H.A.T. Côte : 7 Yd 428.
  - Côte S.H.A.T., état de services, distinctions sur « web.genealogie.free.fr : Les militaires »(Archive.org • Wikiwix • Archive.is • Google • Que faire ?) (consulté le 24 août 2014)
- Thierry Choffat, Jean-Marie Thiébaud, Gérard Tissot, Les Comtois de Napoléon - Cent destins au service de l'Empire, préface du prince Joachim Murat, Yens-sur-Morges (Suisse), Cabedita, 2006.  (ISBN 2-88295-478-6)
- « Cote LH/1924/18 », base Léonore, ministère français de la Culture